# 南新镇
南新镇，是中华人民共和国四川省阿坝藏族羌族自治州茂县下辖的一个乡镇级行政单位。

## 行政区划
南新镇下辖以下地区：
白水寨村、别立村、棉簇村、三场村、安乡村、罗山村、凤毛坪村、文镇村、牟托村和攀川村。